# Raymond Legouge
Raymond Legouge était un pêcheur français, licencié à la Fédération française de pêche sportive au coup.
En son honneur une compétition de pêche, le Mémorial Raymond Legouge en américaine à Saint-Pierre-lès-Nemours (Seine-et-Marne), porte son nom. 
Il est organisé depuis 2000 à la Pentecôte, par l'équipe Sensas la Vandoise.

## Palmarès
- Champion du monde de pêche sportive au coup en eau douce individuel en 1961 (à Mersebourg, ex- Allemagne de l'Est);
- Champion de France de pêche sportive au coup en eau douce individuel en 1961 (à Bray-sur-Seine);
- Vice-champion de France vétérans de pêche sportive au coup en eau douce individuel en 1983 (à Levallois-Perret);
- 3e du championnat de France de 2e division en 1966 (à Sens).